# Pilularia
Pilularia es un género de helechos perteneciente a la familia Marsileaceae. Es originario de las regiones templadas del Hemisferio norte en las montañas de Etiopía, y en el Hemisferio Sur en Australia, Nueva Zelanda, y oeste de Sudamérica.

## Lista de especies
Según NCBI:
- Pilularia americana A.Braun
- Pilularia globulifera L.
- Pilularia minuta Durieu
- Pilularia novae-hollandiae A.Braun
- Pilularia novae-zelandiae Kirk